# Krásná Hora nad Vltavou
Krásná Hora nad Vltavou (německy Schönberg an der Moldau) je město v okrese Příbram ve Středočeském kraji, asi 12 km jihozápadně od Sedlčan. Žije zde přibližně 1 100 obyvatel.

## Historie

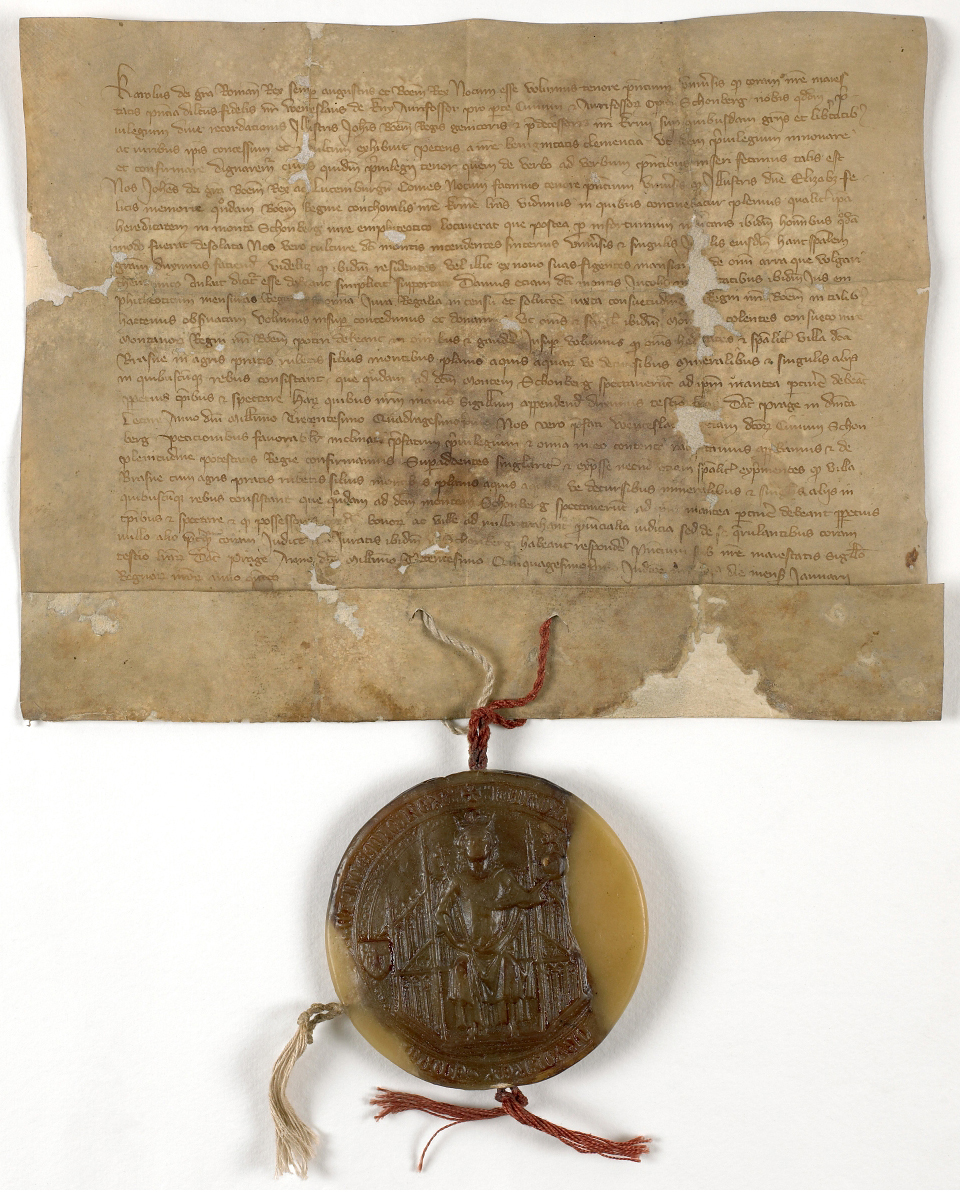
Privilegium císaře Karla IV. pro Krásnou Horu nad Vltavou, 1351 (SOkA Příbram)

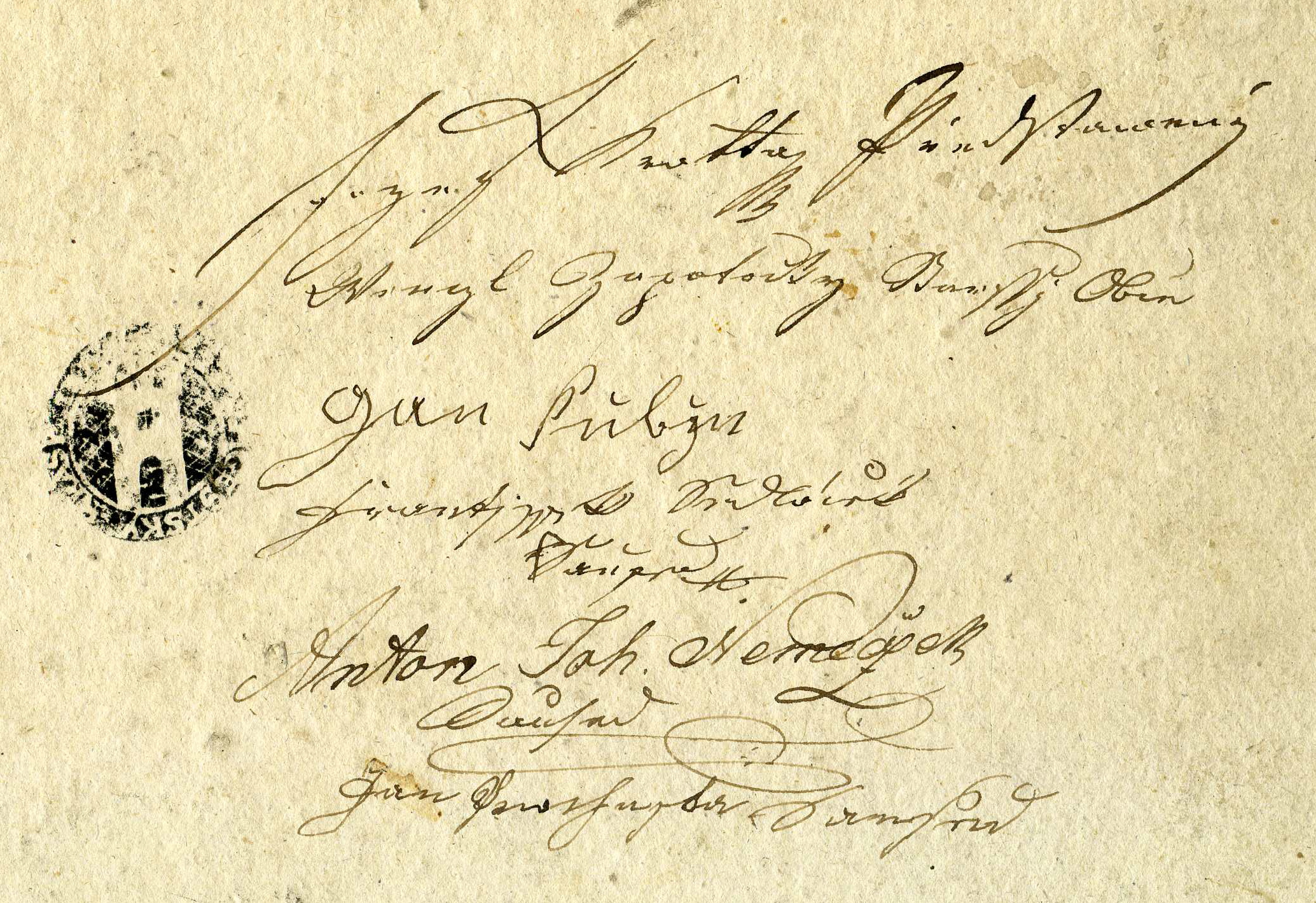
Podpisy sousedů z Krásné Hory z roku 1839 na indikační skice

Okolí Krásné Hory bylo osídleno již v dávné historii, jak o tom svědčí četné archeologické nálezy. První písemná zmínka o obci pochází z roku 1341. Město bylo spjato s dolováním zlaté rudy již na přelomu 13. a 14. stol. Po smrti Václava II. je zdědila Eliška Přemyslovna; ta také městečku udělila první privilegia, která potvrdil Jan Lucemburský 11. ledna 1341. V říjnu tohoto roku král Jan Lucemburský zastavil Krásnou Horu, společně s nedalekým Milešovem, Petru z Rožmberka.
První počátky dolování započaly v první polovině 14. století. Doly byly zdrojem příjmů pro hornickou osadu, pozdější hornické město. Historie milešovských a krásnohorských dolů je těsně spjata. Práva milešovských a krásnohorských havířů potvrdil následně roku 1351 Karel IV., 1458 Jiří z Poděbrad, 1478 Vladislav Jagellonský, 1539 Ferdinand I. Zřejmě z druhé poloviny 15. století pochází krásnohorský znak se stříbrnou věží na zeleném pahorku, v červeném poli.
Výměnami majitelů však Krásná Hora přestala být od roku 1554 královským majetkem a začal úpadek. Roku 1556 koupil Krásnou Horu Jan Vorel z Plavče, který si zde vystavěl tvrz. Brzy po jeho příchodu však vypukly nepokoje. Někdejší svobodní měšťané těžce nesli robotní povinnost a vzbouřili se proti Vorlovi. Povstání však bylo brzy potlačeno, vůdci potrestáni a robota utužena. Celé Vorlovo panství však bylo řáděním povstalců naprosto zpustošeno. V roce 1576 byla Krásná hora koupena Lobkovici, tímto se město stalo trvalou součástí panství Vysoký Chlumec. Roku 1620 mělo stavovské vojsko, vedené vojevůdcem Anhaltem, ležení v Krásné Hoře a okolních vesnicích.

Dolování zlata v obci zaniklo po třicetileté válce, pokusy o obnovení od začátku 18. století byly po několika letech zastaveny. Roku 1839 zde byla nalezena antimonová ruda, od padesátých let probíhala těžba antimonu a posléze (1884) opět i zlata. S přestávkou na počátku 20. století se zde antimon těžil až do začátku 90. let, kdy bylo dolování definitivně ukončeno a šachty zavezeny.

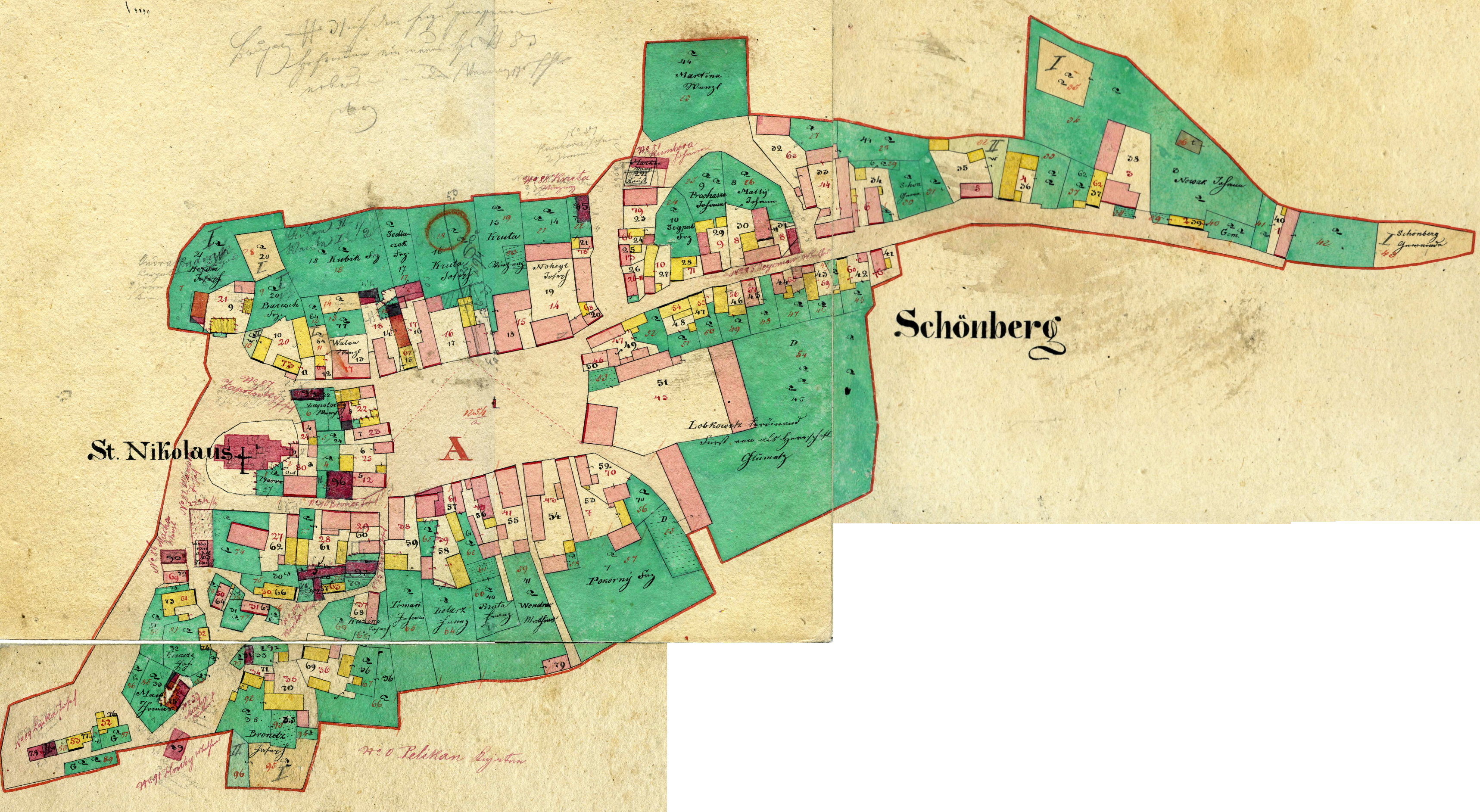
Nejstarší katastrální mapa Krásné Hory z roku 1839 – intravillán

### Historické mapování Krásné Hory
Nejstarší mapové zobrazení Krásné Hory je na Indikační skice Stabilního katastru z roku 1839, uložené v Národním archivu, zde reprodukujeme intravillán (vnitřní zastavěnou část obce). Na mapě mohou být mladší opravy cca do let 1860–1865 (například kostel sv. Mikuláše, nově postavený v letech 1850–1855, byl do mapy zakreslen dodatečně červenou barvou). U domů najdeme jejich čísla popisná a čísla stavebních parcel, u přilehlých pozemků čísla parcel a odkaz na čísla popisná majitelů a někdy přímo i jména majitelů.
Z tehdejších obyvatel městečka vlastnoručně podepsali správnost katastrální mapy tito (při přepisu je respektován tehdejší pravopis):
- Wenczl Zapotocky Starší Obce
- Gan Kubczu
- František Sedláček Saused
- Anton Joh. Nemecžek Saused
- Jan Prochaska Saused

(nad nimi je podpis Josefa Krotty, představeného vyměřovací komise)

## Obecní správa

### Části obce
- Hostovnice (k. ú. Vletice)
- Krásná Hora nad Vltavou (k. ú. Krásná Hora nad Vltavou)
- Krašovice (k. ú. Krašovice)
- Mokřice (k. ú. Mokřice)
- Plešiště (k. ú. Plešiště)
- Podmoky (k. ú. Podmoky a Proudkovice)
- Švastalova Lhota (k. ú. Švastalova Lhota)
- Tisovnice (k. ú. Tisovnice)
- Vletice (k. ú. Vletice)
- Vrbice (k. ú. Mokřice)
- Zhoř (k. ú. Zhoř nad Vltavou)

Součástí města jsou také základní sídelní jednotky Břehy, Proudkovice a Žákovec. K městu patří také Cihelna, Červený Mlýn, Doubí, Mariánský Důl, Matlánek, Mikův Mlýn, Na Dolcích, Na Mrázovech, Smrčí, U Holana, U Kodeta, U Papežovy Cihelny a U Svatošů.
Sousedními obcemi sídla jsou Svatý Jan, Kovářov, Milešov, Vysoký Chlumec, Zduchovice, Klučenice, Kamýk nad Vltavou a Petrovice.
Dnem 29. února 2012 byl Krásné Hoře nad Vltavou opět obnoven status města. K žádosti o jeho obnovení přiložila obec jako důkaz například trhový řád z 19. století, jehož pečeť uvádí Krásnou Horu s titulem město.

### Územněsprávní začlenění
Dějiny územněsprávního začleňování zahrnují období od roku 1850 do současnosti. V chronologickém přehledu je uvedena územně administrativní příslušnost obce v roce, kdy ke změně došlo:
- 1850 země česká, kraj České Budějovice, politický okres Votice, soudní okres Sedlčany[10]
- 1855 země česká, kraj Tábor, soudní okres Sedlčany
- 1868 země česká, politický i soudní okres Sedlčany
- 1939 země česká, Oberlandrat Tábor, politický i soudní okres Sedlčany[11]
- 1942 země česká, Oberlandrat Praha, politický i soudní okres Sedlčany[12]
- 1945 země česká, správní i soudní okres Sedlčany[13]
- 1949 Pražský kraj, okres Sedlčany[14]
- 1960 Středočeský kraj, okres Příbram
- 2003 Středočeský kraj, okres Příbram, obec s rozšířenou působností Sedlčany

### Starostové
- Pavel Spilka (2002 - 2014)
- Vít Hubička (2014)
- Jiří Urban (2014 - 2022)
- Mgr. Jaroslav Kříž (2022 - současnost)

## Obyvatelstvo

### Náboženství
Římskokatolická farnost Krásná Hora zahrnuje území obcí Krásná Hora nad Vltavou, Dolní Hbity, Dolní Líšnice, Vysoký Chlumec, Kamýk nad Vltavou, Hřiměždice, Jablonná, Solenice a Svatý Jan-Bražná a jejich přidružené osady s celkem pěti filiálními kostely. Duchovním správcem farnosti je od roku 2001 P. Zbygniew Grzyb.

## Společnost

### Rok 1932
Ve městě Krásná Hora u Sedlčan (800 obyvatel, poštovní úřad, telefonní úřad, telegrafní úřad, četnická stanice, katol. kostel) byly v roce 1932 evidovány tyto živnosti a obchody: lékař, zvěrolékař, 3 autodopravci, cihelna, cukrář, čalouník, drogerie, hodinář, 2 holiči, hospodářské družstvo, 5 hostinců, hotel, hrnčíř, klempíř, 2 koláři, 3 kováři, kožišník, 6 krejčích, obchod s kůžemi, mechanik, 2 mlýny, obchod s obilím, obchod s obuví Baťa, 4 obuvníci, 2 pekaři, 30 rolníků, 6 řezníků, sedlář, 6 obchodů se smíšeným zbožím, Krásnohorská Kampelička, Okresní hospodářská záložna v Sedlčanech, obchod s hospodářskými stroji, 3 obchody se střižním zbožím, 2 švadleny, 2 trafiky. 2 trhovci, 6 truhlářů, 2 zahradníci, 2 zámečníci, 2 zedničtí mistři.
V obci Krašovice (přísl. Mokřice, Vrbice, 365 obyvatel, samostatná obec se později stala součástí Krásné Hory) byly v roce 1932 evidovány tyto živnosti a obchody: cihelna, 2 hostince, kovář, obchod s kůžemi, 2 mlýny, obchod s peřím, obchod se smíšeným zbožím, 3 trafiky, truhlář, vápenka.
V obci Podmoky (přísl. Proudkovice, Přední Chlum, 490 obyvatel, samostatná obec se později stala součástí Krásné Hory) byly v roce 1932 evidovány tyto živnosti a obchody: cihelna, hostinec, kovář, 2 krejčí, 2 mlýny, 2 obuvníci, švadlena, tesařský mistr, 2 trafiky.
V obci Vletice (přísl. Hostovnice, 260 obyvatel, samostatná obec se později stala součástí Krásné Hory) byly v roce 1932 evidovány tyto živnosti a obchody: 2 cihelny, hostinec, kolář, kovář, 2 mlýny, 3 rolníci, 2 trafiky.
V obci Zhoř (přísl. Švastalova Lhota, 300 obyvatel, samostatná obec se později stala součástí Krásné Hory) byly v roce 1932 evidovány tyto živnosti a obchody: hostinec, kovář, mlýn, 2 rolníci, trafika.

### Současnost
V Krásné Hoře jsou dvě restaurace, cukrárna, tři kadeřnictví, dvě prodejny smíšeného zboží, pošta, ordinace praktického lékaře a lékaře pro děti a dorost. Zubař zde ordinaci nemá. Základní školu ve školním roce 2016/17 navštěvuje 110 dětí v 8 třídách.

## Sport
V obci působí místní Tělocvičná jednota Sokol a fotbalový klub.

## Pamětihodnosti
Západním směrem od náměstí se nachází stylově nevyhraněný kostel svatého Mikuláše z let 1850–1855, který byl postaven na místě původního gotického kostela. Hřbitov kolem kostela byl roku 1857 přemístěn na současné místo na jihozápadním okraji obce.
U kostela byl v roce 1930 postaven pietní kamenný pomník obětem vojenské letecké tragédie z roku 1929 v milešovském kraji u Předního Chlumu. V spodní části pomníku jsou umístěné podobenky tří vojenských letců (jeden nadporučík, dva četaři), kteří zahynuli při pozorovacích manévrech. Součástí pomníku bývala i socha T. G. Masaryka, která byla po roce 1948 odstraněna. Pomník padlým v první světové válce se nachází mezi kostelem a místní školou; obsahuje pískovcovou sochu vojína s puškou a tornou, klečícího pod smuteční vrbou. Ve vitrínkách uvnitř pomníku je prsť z bojišť Zborova, Terronu a Doss Alto.
V parku na náměstí je barokní mariánský sloup z roku 1772; pozlacená soška na jeho vrcholu byla odlita roku 1862 v rožmitálských hutích a téhož roku vysvěcena. Původní dřevěná socha byla umístěna do výklenku domu čp. 41. Poblíž sloupu stojí kamenný korec na měření obilí, zřejmě pozdně gotického původu. Tato míra sloužila k měření obilí přivezeného na trh. Unikátní technická památka nese letopočet 1822.
Dominantou náměstí je budova radnice s radniční věží a hodinami.
Sloup se sochou Panny Marie, kostel svatého Mikuláše, kamenný korec i sýpka jsou vedené v Seznamu kulturních památek v okrese Příbram.
Na východní straně náměstí byla po roce 1554 postavena tvrz. V 16. století pozbyla na významu, od roku 1623 se již neuvádí. Tvrz nezanikla, později byla přestavěna na sýpku. I tato do nedávna dosti schátralá budova je od roku 1991 památkově chráněna. V roce 2022 byl objekt zrekonstruován a nyní v něm sídlí Městský úřad.

## Doprava

### Dopravní síť
Městem vedou silnice II/102 Praha-Zbraslav – Štěchovice – Chotilsko – Nečín – Obory – Kamýk nad Vltavou – Krásná Hora nad Vltavou – Milešov – Milevsko a II/118 Nové Dvory – Budyně nad Ohří – Slaný – Kladno – Beroun – Zdice – Příbram – Kamýk nad Vltavou – Krásná Hora nad Vltavou – Petrovice. Do města dále vedou silnice III. třídy. Železniční trať ani stanice či zastávka na území obce nejsou.

### Autobusová doprava 2024
Autobusovou dopravu ve městě Krásná Hora nad Vltavou zajišťuje společnost Arriva Střední Čechy. Město je součástí Pražské integrované dopravy (PID). Ve městě se nacházejí zastávky Krásná Hora n.Vlt. a Krásná Hora n.Vlt.,Pražská. Mezi další zastávky spadající pod město jsou Krásná Hora n.Vlt.,Hostovnice,rozc., Krásná Hora n.Vlt.,Krašovice, Krásná Hora n.Vlt.,Krašovice,rozc.Rybníček, Krásná Hora n.Vlt.,Mariánský Důl, Krásná Hora n.Vlt.,Plešiště,rozc., Krásná Hora n.Vlt.,Podmoky, Krásná Hora n.Vlt.,Podmoky,Na Mrázovech, Krásná Hora n.Vlt.,Vletice, Krásná Hora n.Vlt.,Vrbice,rozc., Krásná Hora n.Vlt.,Zhoř a Krásná Hora n.Vlt.,Zhoř,rozc. V Mokřicích, Švastolově Lhotě a Tisovnici se autobusové zastávky nenacházejí. Město obsluhují autobusové linky 420, 500, 549 a 551. Autobusová linka 420 vede z Prahy ze Smíchovského nádraží a pokračuje dále přes Dobříš, Kamýk nad Vltavou, Krásnou Horu nad Vltavou až do Milevska. Linka 500 propojuje Příbram s Milínem, Raděticemi, Jablonnou, Horními Hbity, Dolními Hbity, Solenicemi, Zduchovicemi, Kamýkem nad Vltavou, Řadovy, Krásnou Horou nad Vltavou a Petrovicemi. Linka 549 spojuje Sedlčany, Vysoký Chlumec, Petrovice, Krásnou Horu nad Vltavou, Milešov a Klučenice. Linka 551 opět spojuje město s Kamýkem nad Vltavou, Vysokým Chlumcem a Sedlčany.

## Turistika
- Cyklistika – Obcí vedou cyklotrasy č. 111 Sedlčany – Krásná Hora nad Vltavou – Milešov – Dolní Líšnice, č. 301 Krásná Hora nad Vltavou – Kamýk nad Vltavou – Cholín – Buš, č. 8138 Krásná Hora nad Vltavou – Vysoký Chlumec – Nedrahovice a č. 8141 Krásná Hora nad Vltavou – Krašovice – Kuní – Vepice.
- Pěší turistika – Obcí vedou turistické trasy na severozápad  Krásná Hora nad Vltavou – Kamýk nad Vltavou, od severu k jihu  Svatý Jan – Krásná Hora nad Vltavou – Vrbický křížek a na západ nad Vltavu  Krásná Hora nad Vltavou – U slupné strouhy.

## Galerie

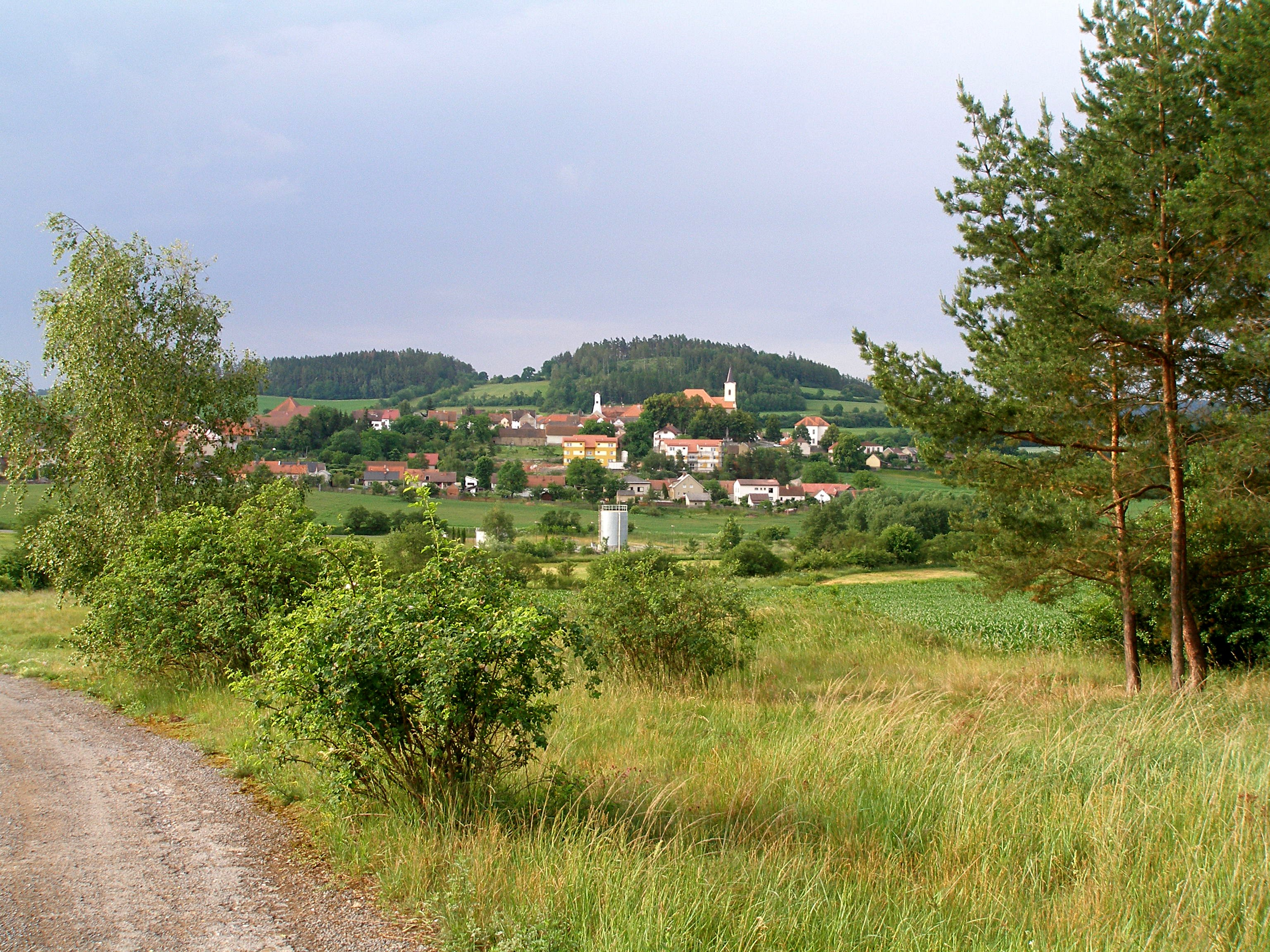
Střed obce od okraje lesa
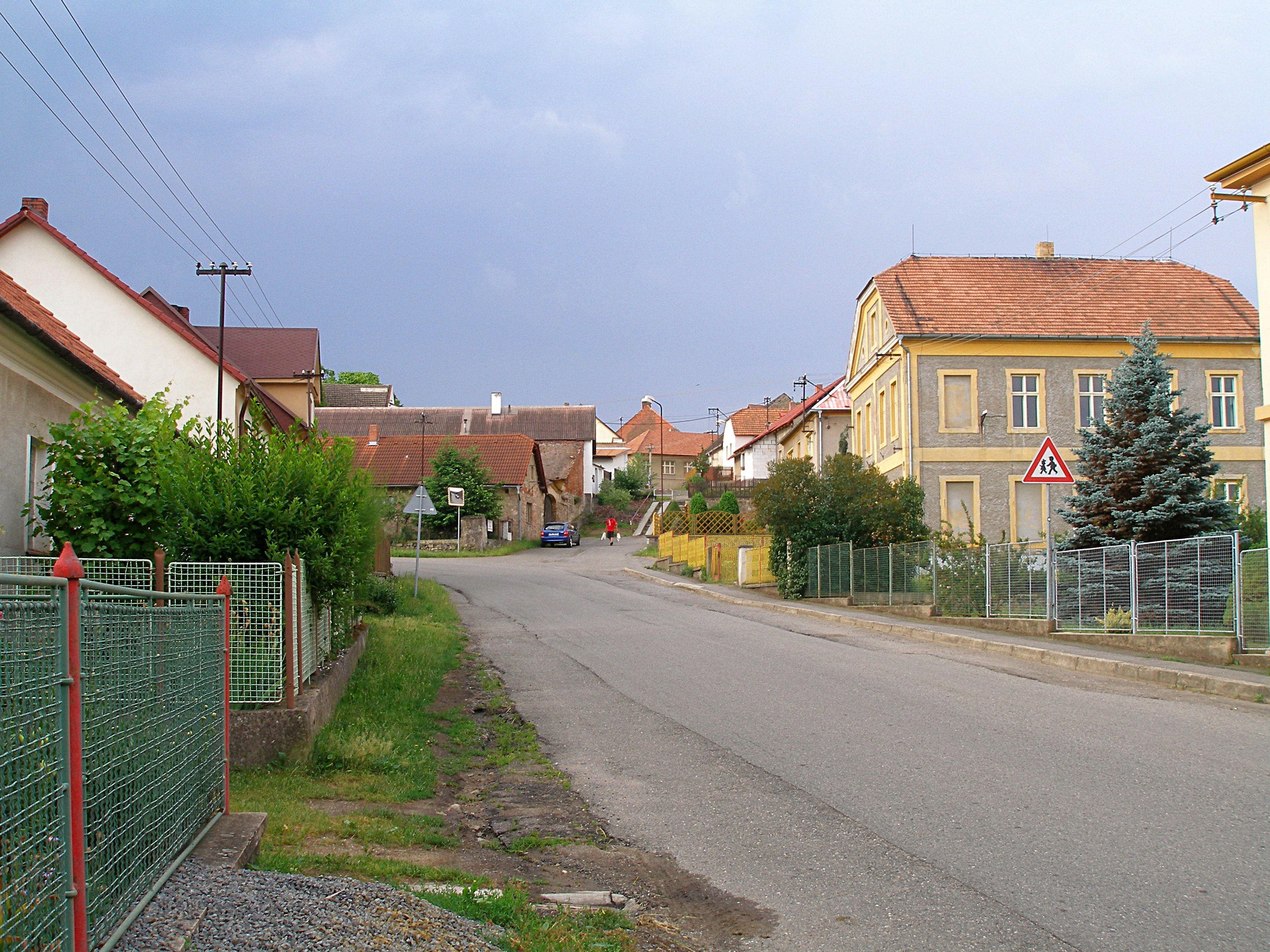
Ulice od Kamýka nad Vltavou, pohled směrem k náměstí
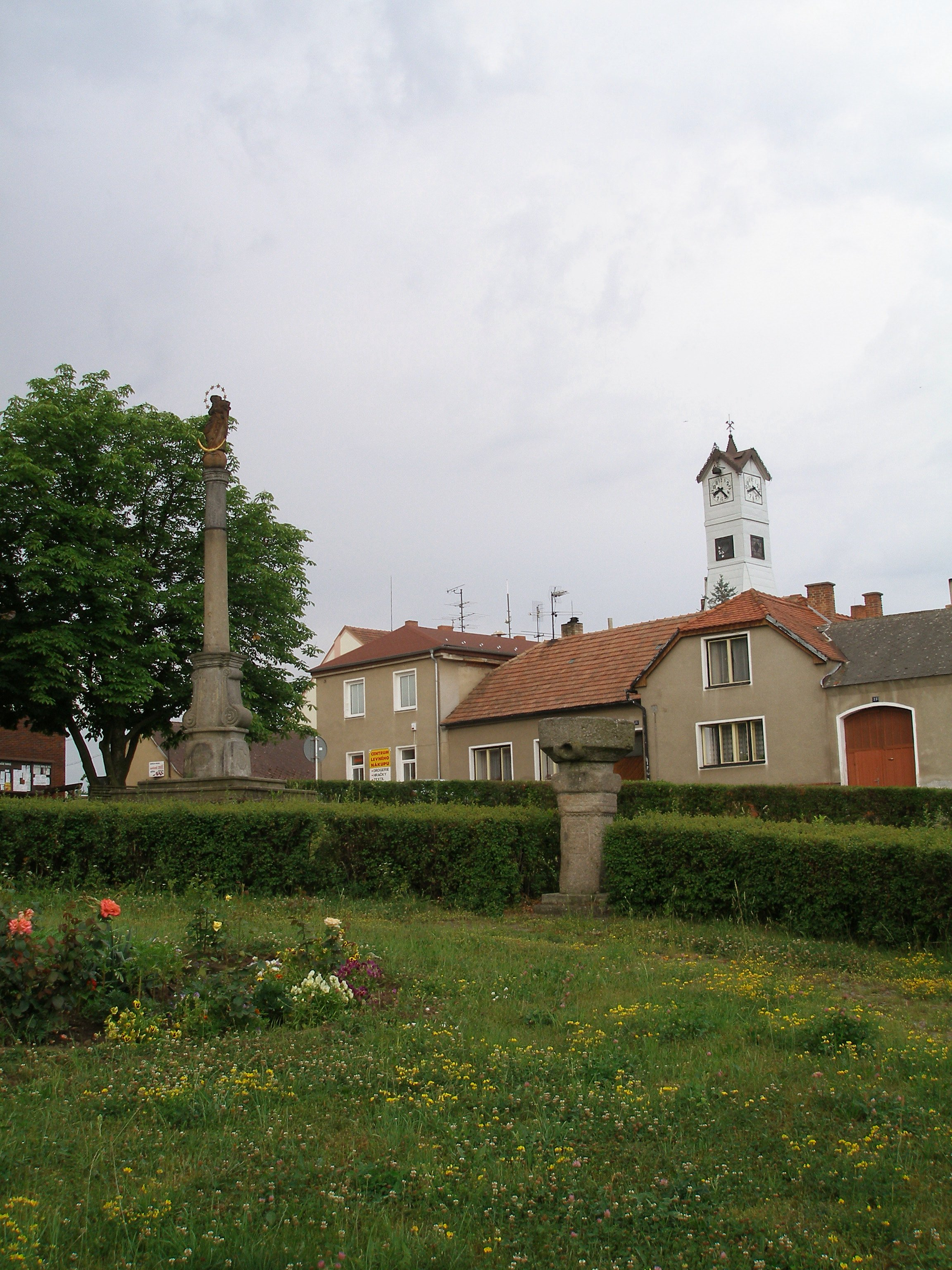
Mariánský sloup a kamenný korec na obilí na náměstí
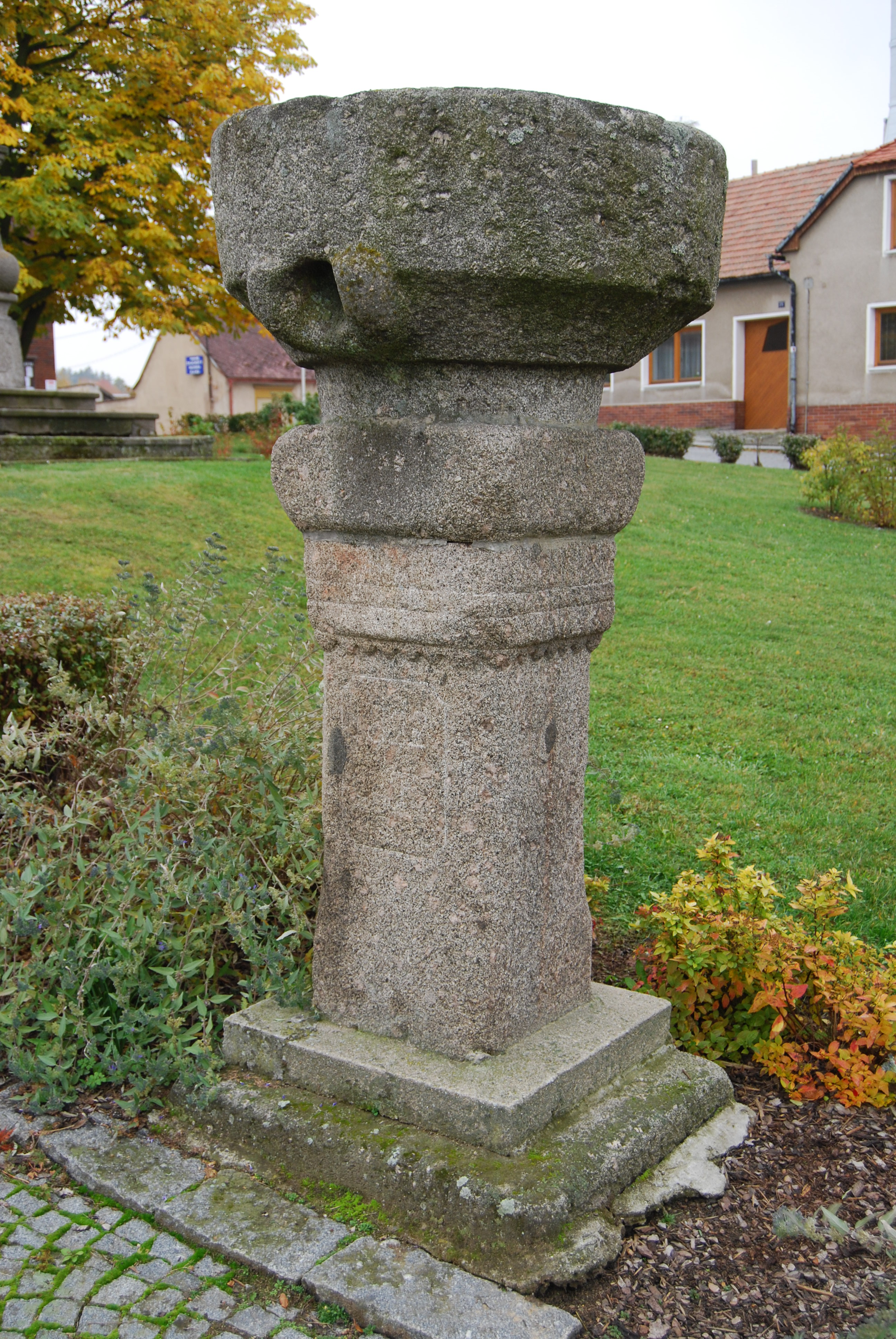
Korec
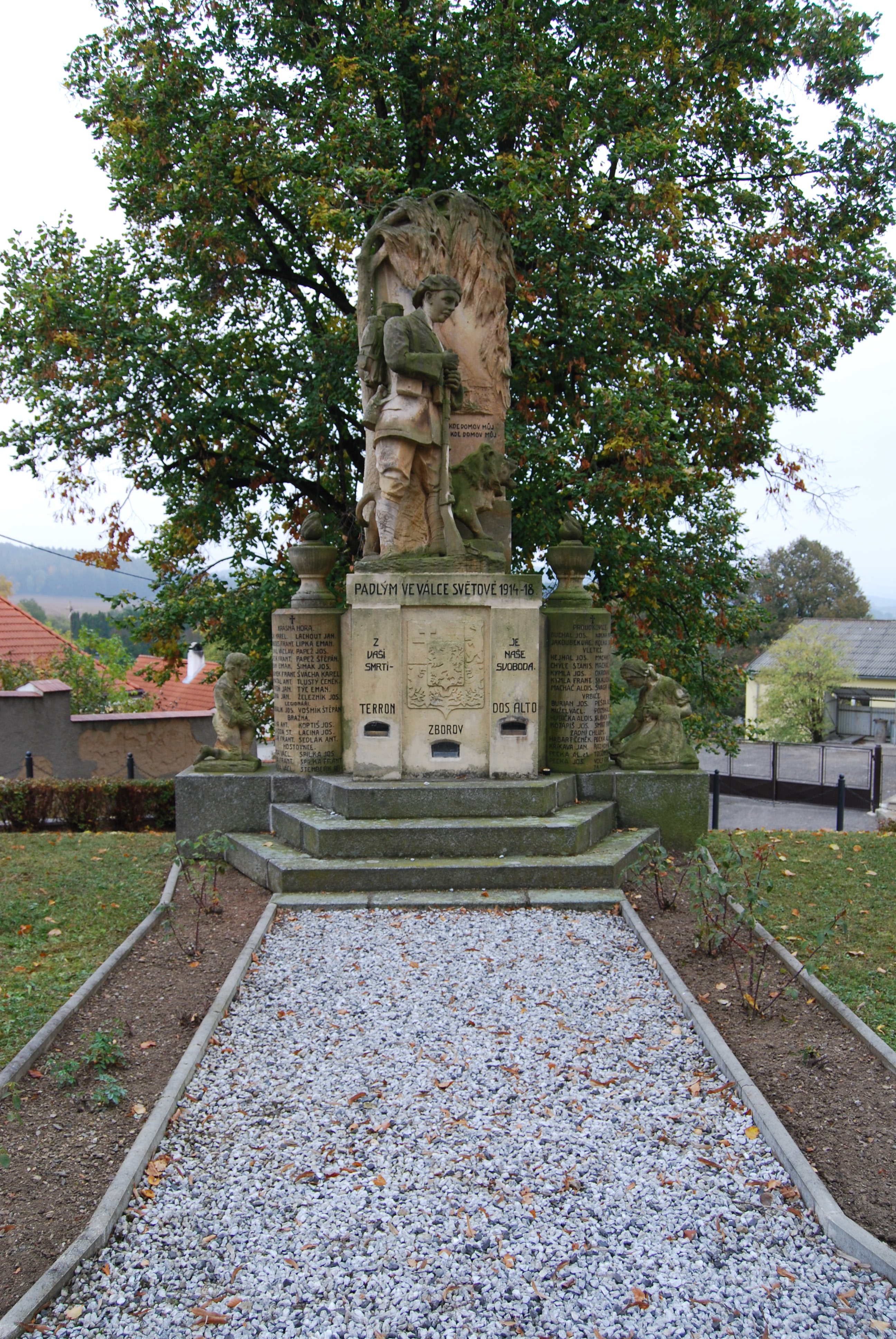
Pomník padlým
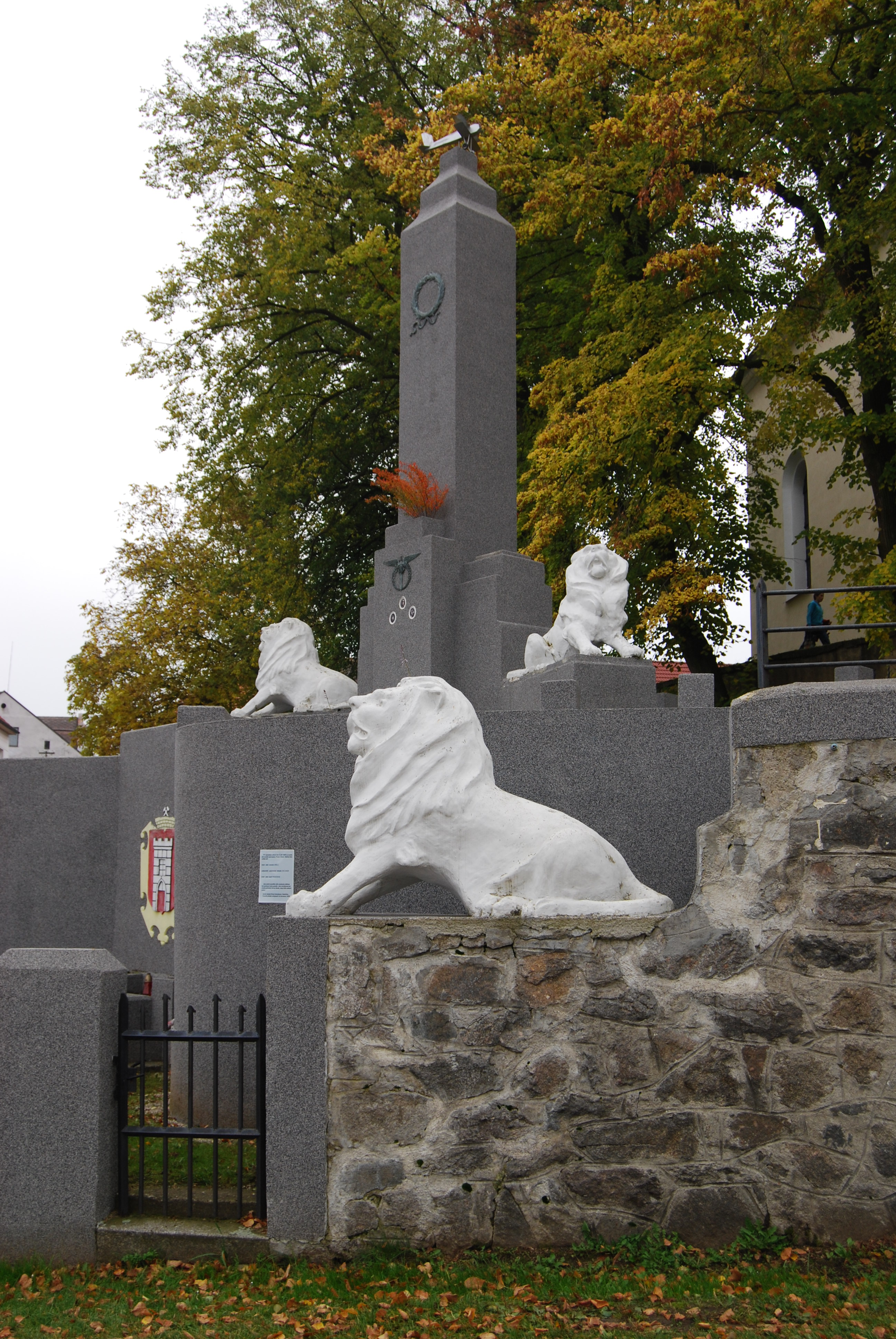
Pomník letců